# Sympatrie
En écologie, deux espèces ou populations sont dites sympatriques quand on les trouve dans la même zone géographique et que, par conséquent, elles se rencontrent régulièrement. Dans le cas de la spéciation sympatrique, une population initialement interféconde s'est séparée en deux ou plusieurs espèces distinctes partageant un territoire commun. Une telle spéciation peut avoir pour cause un isolement reproductif qui empêche les hybrides d'être viables ou de se reproduire, et qui, en réduisant le flux de gènes, permet une divergence génétique.
Il est parfois utile de distinguer la sympatrie de la syntopie. Deux espèces sont dites syntopiques quand elles vivent dans le même biotope.

## Types de populations
Il existe quatre grands types de populations dans la nature. Les populations sympatriques diffèrent des populations parapatriques, lesquelles sont en contact dans des zones adjacentes mais non partagées, et ne sont pas interfécondes ; des espèces péripatriques, séparées par des zones où aucune d’entre elles n'est présente ; et des espèces allopatriques, présentes dans des zones complètement distinctes l'une de l'autre. Les populations allopatriques, isolées les unes des autres du fait de facteurs géographiques (par ex. : montagnes ou masses d'eau), peuvent subir des changements génétiques — et, en fin de compte, des changements phénotypiques — en réponse aux variations de leur environnement. Ces changements peuvent entrainer une spéciation allopatrique, qui est l'un des principaux modes de spéciation.

## Définition changeante et controverse
Le manque d'isolement géographique comme barrière définitive entre des populations sympatriques a soulevé la controverse[pas clair] parmi les écologues, les biologistes et les zoologistes concernant la validité du terme. De fait, les chercheurs ont longtemps débattu sur les conditions dans lesquelles la sympatrie s'applique vraiment, surtout en ce qui concerne le parasitisme. Les organismes parasites ont souvent plusieurs hôtes pendant leur cycle de vie. Le biologiste de l'évolution Ernst Mayr a déclaré que le cas des parasites internes ayant plusieurs hôtes relève de l'allopatrie, non de la sympatrie. Aujourd'hui cependant, de nombreux biologistes considèrent les parasites et leurs hôtes comme étant sympatriques. Inversement, le zoologiste Michael J.D. White considère que deux populations sont sympatriques si les individus issus de croisements sont viables dans les habitats de chevauchement.